# Elisabeth De Proost
Elisabeth Georgette De Proost (Anderlecht, 5 februari 1908 – aldaar, 25 januari 2020) was sinds het overlijden van de bijna 111-jarige Waalse Madeleine Dullier op 20 april 2018 de oudste inwoner van België. Ze behield deze titel bijna 2 jaar, tot ze op bijna 112-jarige leeftijd overleed in januari 2020. Ze was toen een supereeuweling.
Elisabeth De Proost huwde met Louis Moens. Samen kregen ze twee kinderen. De Proost werkte als boekhoudster.